# Parafia Najświętszej Maryi Panny Niepokalanie Poczętej w Sierakowie
Parafia Najświętszej Maryi Panny Niepokalanie Poczętej w Sierakowie – rzymskokatolicka parafia w Sierakowie należąca do dekanatu wronieckiego. Powstała około 1388 roku. Obecny kościół, pobernardyński, zbudowany 1619–1639, późnorenesansowy na planie krzyża z kopułą na skrzyżowaniu naw.
W 1927 roku proboszczem był ksiądz Marian Poprawski, odznaczony Srebrnym Krzyżem Zasługi za pracę narodową, społeczną i samorządową.